# Hubert Giesen
Hubert Giesen   (Kornelimünster, 13 de gener de 1898 - Leonberg, 11 de febrer de 1980) va ser un pianista i compositor alemany, molt considerat com un acompanyant dels recitals de Lieder.
Una de les seves associacions més conegudes i properes (encara que tràgicament breus) va ser amb el gran tenor alemany Fritz Wunderlich, que en virtut de la seva comprensió sobre la interpretació de la cançó artística va anomenar Giesen el seu mestre principal. Giesen és conegut principalment a través dels seus enregistraments amb Wunderlich.
Hubert Giesen prové d'una antiga família instal·lada a Kornelimünster, un districte d'Aquisgrà, del segle xvii. Giesen va estudiar música al Conservatori de Colònia i més tard al "Musikhochschule" de Stuttgart. Els seus professors foren Fritz Busch, Lazzaro Uzielli a Colònia, així com Max von Pauer i Joseph Haas a Stuttgart.
Als anys vint, va ser el soci del gran violinista Adolf Busch actuant en concerts a Roma, Amsterdam, Berlín i Nova York. També va viatjar durant dos anys amb Yehudi Menuhin per Europa i Amèrica. Hubert Giesen acompanya infinitat de concerts de grans violinistes, com Fritz Kreisler i Erika Morini, i aleshores era el soci dels cantants Leo Slezak, Julius Patzak, Sigrid Onegin, Erna Berger, Erna Sack i altres músics famosos de la seva època.
El 1943 es casà amb la cantant Ellinor Junker-Giesen.
Quan Ferdinand Leitner es va convertir en mestre de capella del teatre "Nollendorfplatz" a Berlín el 1943, Giesen es va unir a dos cantants, Karl Schmitt-Walter i Walther Ludwig, a Stuttgart per acompanyament. Continuen la tradició d'interpretar el Lied alemany, abans de ser substituïts per la següent generació, amb Dietrich Fischer-Dieskau, Hermann Prey i Fritz Wunderlich, mort prematurament. També va ser l'acompanyant d'Anneliese Rothenberger.
Després de 1945, Hubert Giesen es va especialitzar en l'acompanyament dels recitals de lieder, sobretot amb Ernst Haefliger, però sobretot amb el tenor Fritz Wunderlich. Giesen no fou només una guia sensible, sinó també el mentor intel·lectual i artístic de Wunderlich.
Del 1943 al 1969, Giesen va ser professor al conservatori de Stuttgart. Entre els seus estudiants hi ha Werner Hollweg, Edgar Keenon, Gerolf Scheder i Thomas Pfeiffer.